# Japanische Badmintonmeisterschaft 1987
Die Japanische Badmintonmeisterschaft 1987 war die 41. Austragung der nationalen Titelkämpfe im Badminton in Japan. Sie fand vom 8. bis zum 13. Dezember 1987 im Ota City Gymnasium in Higashi-Kamata statt.

## Medaillengewinner
| Disziplin    | Gold                              | Silber                           | Bronze                                 |
| ------------ | --------------------------------- | -------------------------------- | -------------------------------------- |
| Herreneinzel | Hiroshi Nishiyama                 | Shūji Matsuno                    | Tatsuya Yanagiya                       |
| Herreneinzel | Hiroshi Nishiyama                 | Shūji Matsuno                    | Hiroki Etō                             |
| Dameneinzel  | Sumiko Kitada                     | Yoshiko Tago                     | Kimiko Jinnai                          |
| Dameneinzel  | Sumiko Kitada                     | Yoshiko Tago                     | Yōko Koizumi                           |
| Herrendoppel | Shinji Matsuura Shūji Matsuno     | Tetsuaki Inoue Hiroyuki Hasegawa | Masami Osanai Tatsuya Yanagiya         |
| Herrendoppel | Shinji Matsuura Shūji Matsuno     | Tetsuaki Inoue Hiroyuki Hasegawa | Hiroyuki Hasegawa Shōkichi Miyamori    |
| Damendoppel  | Atsuko Tokuda Yoshiko Tago        | Sumiko Kitada Yōko Koizumi       | Tokiko Hirota Haruko Yachi             |
| Damendoppel  | Atsuko Tokuda Yoshiko Tago        | Sumiko Kitada Yōko Koizumi       | Mitsuko Nogami Hiromi Tsukioka         |
| Mixed        | Hiroyuki Hasegawa Hiromi Moriyama | Yasumasa Tsujita Haruko Yachi    | Shoichi Toganoo 藤井直子 (Naoko Fujii) |
| Mixed        | Hiroyuki Hasegawa Hiromi Moriyama | Yasumasa Tsujita Haruko Yachi    | Akio Tomita Michiyo Tashiro            |

1. ↑  geklammert bei vermuteter Lesung